# Щербаковка (Пензенская область)
Щербаковка — село в Вадинском районе Пензенской области России. Входит в состав Вадинского сельсовета.

## География
Село находится в северо-западной части Пензенской области, в пределах восточной окраины Окско-Донской низменности, в лесостепной зоне, на берегах реки Дальней, на расстоянии примерно 5 километров (по прямой) к северо-востоку от села Вадинска, административного центра района. Абсолютная высота — 221 метр над уровнем моря.
Климат
Климат характеризуется как умеренно континентальный. Средняя температура воздуха самого холодного месяца (января) составляет −11,5 °C (абсолютный минимум — −44 °С); самого тёплого месяца (июля) — 19,5 °C (абсолютный максимум — 38 °С). Продолжительность безморозного периода составляет 133 дня. Годовое количество атмосферных осадков — 467 мм. Снежный покров держится в среднем 141 день.

## История
Основана в середине XVII века. В числе владельцев были представители татарских княжеских родов Енгалычевых и Кудашевых. Название связано с фамилией однодворца из города Керенска, имевшего здесь пашню. Население составляли государственные (татары) и помещичьи (русские) крестьяне.
В 1782 году показано как владение помещиков П. А. Беклемишевой, П. Ф. Хвостовой, князей Кудашевых, Енгалычевых и других, в том числе однодворцев. Имелось 34 двора. В середине XIX века имелась мечеть. Жители православного вероисповедания являлась прихожанами Успенского собора в Керенске. Был развит швейный промысел, заключавшийся в пошиве крестьянской одежды на продажу.
По состоянию на 1911 год в деревне, относившейся к Шелдаисской волости Керенского уезда, имелись: десять крестьянских обществ, 117 дворов, школа грамоты, ветряная мельница, две кузницы и две лавки. Население деревни того периода составляло 706 человек. По данным 1955 года в Судакаевке располагалась центральная усадьба колхоза «Заветы Ильича».

## Население
| 1782 | 1864 | 1897 | 1911 | 1926 | 1930 | 1939 |
| ---- | ---- | ---- | ---- | ---- | ---- | ---- |
| 305  | ↗375 | ↗527 | ↗706 | ↘686 | ↗735 | ↘420 |
| 1959 | 1979 | 1989 | 1996 | 2002 | 2010 |      |
| ↘314 | ↘205 | ↘99  | ↘82  | ↘31  | ↘14  |      |

Половой состав
По данным Всероссийской переписи населения 2010 года в гендерной структуре населения мужчины составляли 57,1 %, женщины — соответственно 42,9 %.
Национальный состав
Согласно результатам переписи 2002 года, в национальной структуре населения русские составляли 100 % из 31 чел.

## Улицы
Уличная сеть села состоит из одной улицы (ул. Горка).